# 托德·墨菲
托德·詹姆斯·墨菲（英語：Tod James Murphy，1963年12月24日—），美国NBA联盟前职业篮球运动员。他在1986年的NBA选秀中第3轮第6顺位被西雅图超音速选中。